# おうし座RV星
おうし座RV星（おうしざRVせい）は、おうし座の方向にある脈動変光星である。

## 概要
おうし座RV型変光星の代表星で、8.9等と11.1等の間を変光する。変光周期は78.731日であり、スペクトル型は変光に伴いG2eIaとM2Iaの間を変化する。おうし座RV型変光星は平均光度が変化しないRVA型と平均光度が変化するRVB型に細分類されるが、おうし座RV星はRVB型に分類され、はくちょう座DF星とともにRVB型の代表星でもある。

## 名称
学名はRV Tauri（略称：RV Tau）、ボン掃天星表での番号はBD+25°732、ヘンリー・ドレイパーカタログでの番号はHD 283868或いはHDE 283868。